# F-TEDA
1-chloormethyl-4-fluor-1,4-diazoniabicyclo[2.2.2]octaanbis(tetrafluorboraat), afgekort als F-TEDA of F-TEDA-BF4 en commercieel beschikbaar als Selectfluor, is een krachtig elektrofiel fluoreringsmiddel dat bij organische syntheses gebruikt wordt om fluoratomen op organische verbindingen aan te brengen.
Een vergelijkbaar fluoreringsmiddel is NFTh, dat een hydroxylgroep heeft in plaats van de chloormethylgroep. Kenmerkend voor deze stoffen is de stikstof-fluorbinding (N-F) op het kwaternaire stikstofatoom.

## Synthese
De productie gaat uit van tri-ethyleendiamine (DABCO), waarvan het 1-chloormethylderivaat wordt gereageerd met natriumtetrafluorboraat in acetonitril om het chloride-ion te vervangen door een tetrafluorboraation. Dit zout wordt dan behandeld met natriumtetrafluorboraat en fluorgas.

## Toepassingen
Selectfluor is een effectief en veelzijdige bron van elektrofiele fluor. Het is een van de meest reactieve elektrofiele fluoreringsmiddelen maar is tevens stabiel, weinig toxisch en eenvoudig in gebruik. Voor Selectfluor en vergelijkbare N-F-reagentia zijn er geen bijzondere veiligheidsmaatregelen nodig, in tegenstelling tot het gebruik van giftig fluorgas als fluoreringsmiddel. Het is in het bijzonder geschikt voor de synthese van farmaceutische stoffen, en het is een van de meest gebruikte moderne reagentia voor de selectieve fluorering van organische verbindingen.
Daarnaast is het ook een sterke oxidator en kan men het gebruiken in andere soorten reacties dan fluoreringen, zoals de oxidatie van primaire alcoholen en fenolen of de jodering van aromatische verbindingen.